# Picrat
Un picrat és una sal que conté l'anió (O2 N)3 C6 H2 O− o un derivat èster de l'anió picrat. Aquestes sals sovint es produeixen per reaccions de l'àcid pícric (2,4,6-trinitrofenol). L'anió picrat és de color groc intens, encara que moltes de les seves sals són de color marró o vermell ataronjat.

## Explosius
Molts picrats són explosius, per exemple picrat d'amoni (conegut com Dunnite). Alguns s'utilitzen com explosius primaris, concretament el picrat de plom o el picrat de potassi que troben el seu ús com càpsules fulminants per a municions i cartutxos. Els picrats d'alguns metalls solen ser significativament més sensibles a l'impacte, la fricció i el xoc que el propi àcid pícric. Com a resultat, l'emmagatzematge de l'àcid pícric (o les mescles que el contenen) en recipients metàl·lics es desaconsella molt a causa de l'alt risc d'explosió accidental.

## Altres usos
El picrat de sodi s'utilitza com a gravador en la metal·lografia per diferenciar la ferrita pre-eutectoide en acer hipoeutectoide de la cementita pre-eutectoide en acer hipereutectoide gravant la cementita a un color fosc, mentre que no ataca la ferrita i, per tant, segueix sent reflectant.El picrat fèrric s'utilitza en algunes aplicacions com a additiu de combustible dièsel per aconseguir un millor quilometratge.
Els èters i èsters de l'àcid pícric també s'anomenen picrats. L'èter metil picrat (CAS# 606-35-9) té la fórmula (O2 N)3 C6 H2 OCH3.